# Megyeri Gábor
Megyeri Gábor (Miskolc, 1982. május 30.) magyar formatervező művész.

## Pályafutása
Miskolcon érettségizett (2000) a Hermann Ottó Gimnázium német tannyelvű osztályában. A középiskola rajz fakultációjának hatására fordult a képzőművészet felé. Eleinte festett, filmezett és a grafika is élénken érdekelte, csak később fordult az iparművészet felé.
Érettségi után, a Gábor Áron Szakközépiskolában elektronikus grafika képzésre járt. A megyeszékhely képzőművészeti életet akkor meghatározó Fata György keze alá került, aki "hatékonyan vezetett rá arra, hogy mit is akarok csinálni".
2002-2007 között a MOME hallgatója lett, ahol fokozatosan a prémium szegmens felé fordult. Részt vett két, a Mercedes-Benz által szponzorált járműtervezési projektben, dolgozott Miele és Grohe projekteken is, valamint díjat nyert az Electrolux „Trilobite” robotporszívó versenyén és a Gaz de France „Jeunes Flammes”-én is.
Negyedévesként jutott el odáig, hogy az évek alatt készült terveit élesben is megmutassa: a portfólióját elküldte a hamburgi székhelyű Montblancnak. A luxus tollairól ismert manufaktúra 6 hónapos ösztöndíjat biztosított neki, ahol Jan Zander a Montblanc egész formavilágáért felelős tervező keze alatt dolgozott. A diplomamunkáját is Hamburgban készítette el, amely három limitált szériás tollat foglalt magába, az egyik a 2010-ben megjelent Mark Twain Writers Limited Edition toll volt. Hamburgból hazatérve azt nyilatkozta a Magyar Televízióban, hogy a tollakban már nincs további tervezni való, és nem lát nagy innovációkra lehetőséget, de ezt később saját maga is megcáfolta.
Fotós feleségével 2005-ben alapította meg első saját cégét. A divat- és ipari formatervezéssel foglalkozó Industrial Design Bt.-t. Első ügyfelei közé került a Bosch, a német cégnek csomagolási terveket készítettek.

### 2008-2015
között Megyeri Gábor prémium kategóriás, egyedi karórák tervezésével és gyártásával foglalkozott. A magyarországi tervezésre, svájci gyártásra és nemzetközi értékesítésre létrehozott projektben négy karóratípus készült el. Az első 10-10 darabot le is gyártották, melyek nem kerültek kereskedelmi forgalomba. A svájci óragyártás iránti kíváncsiság azonban nem várt megrendelőt hozott: a Bazeli óravásáron találkozott a Montegrappa képviselőivel, az olasz cég ezután felkereste a következő megbízással: “tud-e olyan tollat tervezni, ami még nincs?”. Megyeri Gábor tervei alapján készült például a Bugatti Chiron sportautóhoz készített töltőtoll, dolgozott az Ernest Hemingwaynek dedikált tollcsaládon, és a Grappa főzésnek emléket állító toll megtervezésén is.

### 2015 -
Megyeri Gábor jelenleg Etelburg néven saját márkát épít. Első piacra dobott terméke az r.feather névre keresztelt toll, aminek "az a küldetése, hogy a digitalizációs világban is megmutassa a kézírás helyét és fontosságát".
Megyeri Gábor 2018-ban kezdte meg PhD kutatását Digitális Múlt Analóg Jövő címmel A Budapesti Corvinus Egyetem, Marketing-, Média- és Designkommunikáció Tanszékén. Témavezetői: Dr. Horváth Dóra Egyetemi Docens és Dr. Cosován Attila Róbert Egyetemi Tanár. Kutatásuk a tárgyak és analóg értékek szerepét és funkcióját vizsgálja a digitalizált világban, fókuszban a kézírással. A fenntarthatóság érdekében fogalmazzák meg az újonnan kialakult környezet tárgykultúrát érintő igényeit.

### Kiállítások
10 years Anniversary exhibition of Mercedes MOME
Baselworld – Montegrappa 2013, 2014, 2015
Bíró László emlékkiállítás 2015, 2016
Hungarian Design Award 2017
Körülöttünk / All Around Us - Nemzeti Szalon 2017